# گاوماهی اولیگوسن
گاوماهی اولیگوسن (نام علمی: Oligolactoria bubiki) نام یک گونه از تیره صندوق‌ماهیان است.